# Gracilisuchidae
De Gracilisuchidae zijn een familie van uitgestorven archosauriërs, bekend van het vroege Midden-Trias tot het vroege Laat-Trias (Anisien - Vroeg-Carnien) van China en Argentinië.

## Naamgeving
De familie Gracilisuchidae verscheen voor het eerst in een classificatieschema voor alle fossiele gewervelde dieren, gepubliceerd door Robert L. Carroll in 1988. Aangezien Carroll geen beschrijving of definitie heeft gegeven voor de benoeming van de naam, is deze niet beschikbaar op grond van artikel 13.1.1 van de International Code of Zoological Nomenclature. Richard J. Butler, Corwin Sullivan, Martín D. Ezcurra, Jun Liu, Agustina Lecuona en Roland B. Sookias beschreven en benoemden de familie officieel in 2014, waaronder verschillende vroege archosauriërs, die voorheen als raadselachtig werden beschouwd.
In 2014 werd de klade Gracilisuchidae gedefinieerd als de groep bestaande uit Gracilisuchus stipanicicorum en alle soorten nauwer verwant aan Gracilisuchus dan aan Ornithosuchus longidens (Huxley), Aetosaurus ferratus Fraas, Poposaurus gracilis Mehl, Postosuchus kirkpatricki Chatterjee, Rutiodon carolinensis (Emmons), Erpetosuchus granti Newton, Revueltosaurus callenderi Hunt, Crocodylus niloticus (Laurenti) of Passer domesticus Linnaeus. 
Carroll wees Lewisuchus admixtus uit het Midden-Trias toe aan Gracilisuchidae, die nu wordt beschouwd als een waarschijnlijke silesaurische dinosauriform. Turfanosuchus dabanensis en Yonghesuchus sangbiensis werden beschouwd als basale of stamarchosauriërs voordat ze in 2014 in de familie werden opgenomen, afhankelijk van de fylogenetische hypothese.

## Beschrijving
Butler gaf in 2014 zes onderscheidende kenmerken aan. Het zijn synapomorfieën, gedeelde nieuwe eigenschappen. Deze zijn i.c. niet ambigu: ze worden dus getoond door elk bekend lid van de groep maar geen enkele nauw verwante soort erbuiten. De praemaxilla heeft een bovenste achterste tak die past in een groeve op het buitenste oppervlak van het neusbeen. Het neusbeen maakt deel uit van de bovenrand van de fossa antorbitalis. Het voorhoofdsbeen heeft een voorste deel dat naar voren taps toeloopt langs de middenlijn. Het hielbeen heeft een verticaal gerichte uitholling op het onderste uiteinde van de tuber. Op de rug liggen voor de heupen osteodermen langs de middenlijn met een opvallende knik in de lengterichting langs hun buitenste zijrand. Het bovenkaaksbeen heeft een driehoekige bovenste achterste tak met een duidelijke bovenste piek, welke tak gevormd wordt door het achtereind van het horizontale hoofdlichaam van het bovenkaaksbeen.

## Verspreiding
Momenteel is de oudst bekende gracilisuchiër Turfanosuchus dabanensis uit het Anisien van Xinjiang, China. Twee gracilisuchiërs zijn bekend uit het Ladinien of Vroeg-Carnien, Gracilisuchus stipanicicorum en Yonghesuchus sangbiensis, respectievelijk uit de provincie La Rioja in Argentinië en Shanxi. Deze soorten werden als raadselachtig beschouwd voorafgaand aan de erkenning van de familie in 2014, wat wijst op een snelle fylogenetische diversificatie van archosauriërs door het Midden-Trias. Deze spreiding maakt deel uit van het bredere herstel van terrestrische ecosystemen na het uitsterven van het Perm-Trias. Gracilisuchiërs zijn bekend uit ongeveer vergelijkbare noordelijke en zuidelijke midden-palaeolatituden, wat een brede verspreiding van vroege archosauriërs over een groot deel of heel Pangea tegen het vroege Midden-Trias laat zien.